# Sagílion
Sagílion (en llatí Sagylium, en grec antic Σαγύλιον) era una fortalesa situada dalt d'una roca escarpada a l'interior del Pont. Era una de les principals fortaleses dels reis del Pont. La descriu Estrabó.